# A Very Trainor Christmas
A Very Trainor Christmas é o primeiro álbum de natal e quarto álbum de estúdio da cantora norte-americana Meghan Trainor, lançado em 30 de outubro de 2020 pela gravadora Epic Records.